# Catalina de la Cerda y Sandoval
Catalina de la Cerda y Sandoval (Cigales, 17 de septiembre de 1580-Monforte de Lemos, 14 de marzo de 1648) fue una noble española conocida por sus relaciones familiares.

## Biografía
Nació como segunda de las hijas del matrimonio formado por Francisco de Sandoval y Rojas, por entonces V marqués de Denia; y Catalina de la Cerda. Catalina tendría otros hermanos:
- Cristóbal Gómez de Sandoval y de la Cerda (1577-1624), I duque de Uceda, que sucedió a su padre como valido del rey Felipe III.

- Juana de Sandoval, casada con Manuel de Guzmán y Silva, VIII Duque de Medina Sidonia
- Diego Gómez de Sandoval y de la Cerda, casado con Luisa de Mendoza, hija de Ana de Mendoza de la Vega y Luna, y en segundas nupcias con Mariana Fernández de Córdoba y Castilla, de esta unión nació el V duque de Lerma.
- Francisca de Sandoval y Rojas, casada en primeras nupcias con Diego López de Zúñiga Avellaneda, II duque de Peñaranda y IV marqués de la Bañeza, con descendencia; y en segundas con Lope de Avellaneda.

Con el ascenso al trono de Felipe III en 1598, su padre se convirtió en su valido y pronto le sería concedido el título de duque de Lerma.
Ese mismo año, el 6 de noviembre, Catalina contrajo matrimonio con su primo hermano Pedro Fernández de Castro, IV marqués de Sarria; hijo primogénito y heredero de Fernando Rodríguez de Castro, VI conde de Lemos. El enlace se produjo en el jardín de la casa o quinta del marqués de Auñón. El matrimonio nunca tendría hijos.

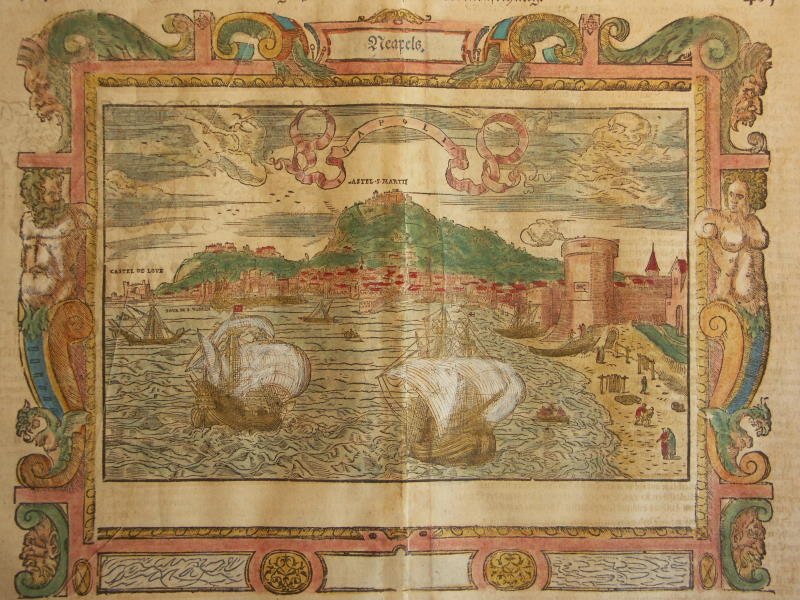
Nápoles, lugar de residencia de Catalina como virreina consorte de Nápoles.

Felipe III nombró en 1610 a su marido, virrey de Nápoles, por lo que Catalina y el resto de la familia se trasladó a esta ciudad italiana. Durante su estancia en Nápoles, tuvo como confesor al jesuita Vincenzo Maggio y sufrió una conversión religiosa que la llevó a ser más piadosa. En este período Catalina contribuyó a la fundación del colegio jesuita de San Francisco Javier en la ciudad que se abriría en 1621.
En 1616 su marido fue sustituido como virrey de Nápoles por Pedro Téllez-Girón y Velasco, III duque de Osuna, volviendo a Madrid.
Tras la caída en desgracia de su padre, Catalina y su marido se retiraron a Monforte de Lemos. En este lugar, cabeza de los señoríos de su marido, Catalina fundó el convento de la Concepción de monjas clarisas en 1622.
Catalina profesaría en este convento en 1633 bajo el nombre de sor Catalina de la Concepción.
Murió el 14 de marzo de 1648 en este cenobio, siendo enterrada en su iglesia donde ya descansaba su marido.